# Puente de Grenelle
El puente de Grenelle (del francés: Pont de Grenelle) es un puente parisino sobre el río Sena que une el XV Distrito con el XVI Distrito. Siguiendo el curso del río, es el tercer y último puente en cruzar la Île aux Cygnes.

## Historia
La primera versión del puente fue construida en 1827. Era de madera y como muchos de esa época su paso requería el pago de un peaje.
En 1873, el progresivo desgaste del puente fruto del elevado tráfico que soportaba obligó a su sustitución por otra obra de hierro fundido. Este nuevo puente, compuesto por seis arcos se inauguró en 1875.
En 1885, se colocó a escasos metros del puente la famosa réplica de la Estatua de la Libertad.
En la medida en que el tráfico siguió creciendo, en 1968 se decidió reformar nuevamente el puente para crear la estructura existente en la actualidad. La nueva obra pierde todos sus arcos y se opta por un puente viga ligeramente arqueado con un único apoyo central a través de un pilar situado en la Île aux Cygnes.